# Kreuzwertheim

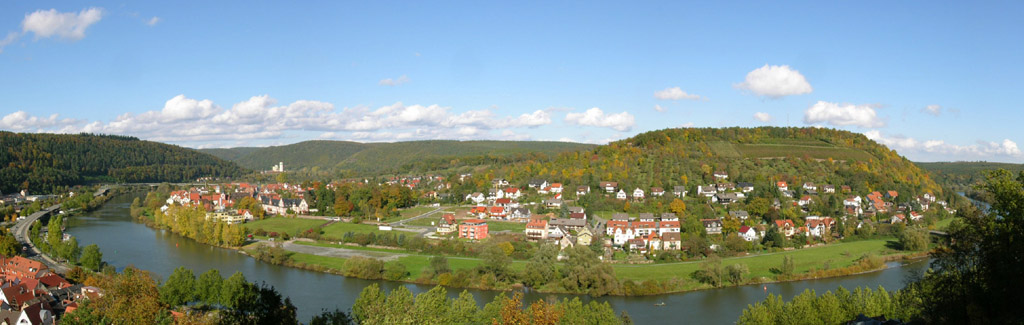
Kreuzwertheim

Kreuzwertheim ist ein Markt im unterfränkischen Landkreis Main-Spessart und der Sitz der Verwaltungsgemeinschaft Kreuzwertheim, deren Mitglied es ist.

## Geographie

### Lage
Der Markt liegt südwestlich der Bundesautobahn 3 am Rande des Spessarts und gegenüber der baden-württembergischen Stadt Wertheim. Im Uferbereich des Mains gibt es Feucht- und Trockenwiesen. Auf den südlichen Talhängen befinden sich Weinberge oder Streuobstwiesen auf ehemaligen Weinbauterrassen, ansonsten sind die Talhänge mit Wald bewachsen. Das Gemeindegebiet ist zu einem großen Teil bewaldet und wird landwirtschaftlich genutzt. Der topographisch höchste Punkt der Gemeinde befindet sich mit 352 m ü. NHN (Lage) am Pfadsberg nordwestlich von Röttbach, der niedrigste liegt im Main auf 134 m ü. NHN (Lage).

### Gemeindegliederung
Es gibt vier Gemeindeteile in den gleichnamigen Gemarkungen (in Klammern sind der Siedlungstyp und die Einwohnerzahl angegeben):
- Kreuzwertheim (Hauptort, 2833)
- Röttbach (Pfarrdorf, 564)
- Unterwittbach (Pfarrdorf, 195)
- Wiebelbach (Kirchdorf, 195)

### Nachbargemeinden
| Gemeinde Schollbrunn | Stadt Marktheidenfeld                       |                    |
| Gemeinde Hasloch     | Kompassrose, die auf Nachbargemeinden zeigt | Markt Triefenstein |
|                      | Stadt Wertheim                              |                    |

## Geschichte

### Bis zur Gemeindegründung
Die Besiedlung der Gemarkung geht bis in die Steinzeit zurück (Steinbeilfunde). Die erste bekannte Bezeichnung der Siedlung lautete Werdheim„“, was so viel bedeutet wie Heimstatt am sicheren Ufer. Eine Quelle dafür fehlt. Damit wird auf die Lage am Main oder an der Tauber hingewiesen. Die erste urkundliche Erwähnung von Wertheim (ob links oder rechtsmainisch ist unklar) fand von 750 bis 802/779/94 (?) statt. Graf Kunibert übertrug Eigen zu Wertheim, Biscoffesheim, Kuffese, Rowilenheim, Heringesheim und Kamerdinge an das Kloster Fulda (Urkunde Nr. 222, S. 320 im Urkundenbuch des Klosters Fulda). Laut Heinrich Wagner ist nicht Wertheim, sondern Westheim, im Kreis Haßfurt, gemeint. Werdheim entwickelte sich zur Urpfarrei des südöstlichen Spessartraumes. Diese unterstand zunächst dem Bischof von Würzburg. Auf ihn ging die Marktrechtsverleihung durch König Heinrich II. vom 22. Oktober 1009 zurück. Zwei steinerne Türme der frühen Ortsbefestigung von Kreuzwertheim, ein markantes steinernes Kreuz mit dem irischen Sonnenkranz auf dem Kirch- und Marktplatz und die kleine Wehrkirche, deren Ursprünge in der Zeit der Christianisierung liegen, erinnern an diese Zeit. Ab dem frühen 12. Jahrhundert benannte sich ein Zweig des Adelsgeschlechts der Reginbodonen nach Wertheim. Dieses Adelsgeschlecht ließ auf der linken Mainseite eine neue Wehranlage errichten. Laut Ernst Werner Trost, soll Werdheim rechts und links vom Main gewesen sein. Im Jahre 1192 wurde die heutige Stadt Wertheim erstmals als „Suburbium castri Wertheim“ erwähnt, um 1200 wurde sie als „oppidum“ und 1244 als „civitas“ bezeichnet (Vgl. hierzu auch Wertheim).
Seit dieser Zeit gibt es zur besseren Unterscheidung der beiden Siedlungen Ortsnamen, die auf das steinerne Kreuz auf dem Marktplatz Bezug nehmen: „Crucwertheim“, „Heiligen-Creuzeswertheim“ oder auch „Creütz“. Diese Bezeichnung ist bis heute im Volksmund üblich.
Der Verfasser des Sachsenspiegels, Eike von Repgow  (1215–1233), schrieb in seiner Einleitung: „De von Chlodent, de von Crouzke, de von Kotebuz, di sint alle Franken“. Damit benannte er die Ritter und ihre Mannen, die an der Ost-Expansion teilnahmen, die aus dem (heiligen) Kreuz, und die von Kotbus/Kottwitz, aus Klingenberg/Aschaffenburg stammten. Der Deutsche Orden hatte dabei Einfluss, da die Ordensburgen Henneburg bei Prozelten und die Collenburg ganz in Nähe lagen.
Nachdem Wertheim 1306 die Stadtrechte verliehen bekommen hatte, geriet der alte Siedlungsteil auf der anderen Mainseite ins Hintertreffen und die alten Marktrechte büßten mehr und mehr an Bedeutung ein, was durch die Pestepidemien verstärkt wurde und für längere Zeit anhielt.
Das Bürgertum besaß neben dem gräflichen Eigentum dort eigene Gutshöfe. So besaß Girnot genannt Irremut, der Wertheimer Schultheiß, 1344 einen Wolfelins Hof zu Kreuzwertheim (des heilogin Crucis Wertheim).
Das ehemalige Amt der Grafen von Löwenstein-Wertheim-Freudenberg, das ab 1500 zum Fränkischen Reichskreis gehörte, wurde 1806 zugunsten des Fürstentums Aschaffenburg des Fürstprimas Karl Theodor von Dalberg mediatisiert. Ab 1810 gehörte es zu dem kurzlebigen Großherzogtum Frankfurt und fiel nach dessen Auflösung 1814 an das Königreich Bayern. Im Zuge der Verwaltungsreformen in Bayern entstand mit dem Gemeindeedikt von 1818 die heutige Gemeinde.

### 19. bis 21. Jahrhundert
Im Jahre 1862 wurde das Bezirksamt Marktheidenfeld gebildet, auf dessen Verwaltungsgebiet Kreuzwertheim lag. 1939 wurde wie überall im Deutschen Reich die Bezeichnung Landkreis eingeführt. Kreuzwertheim war eine der 47 Gemeinden im Landkreis Marktheidenfeld. Mit der Auflösung des Landkreises Marktheidenfeld kam Kreuzwertheim am 1. Juli 1972 in den neu gebildeten Landkreis Mittelmain, der zehn Monate später seinen Namen Landkreis Main-Spessart erhielt.

Blick auf Kreuzwertheim 1903, im Vordergrund Sandschöpfer auf dem Main

Mit der Eröffnung der Eisenbahnstrecke Lohr am Main–Wertheim wurde am 1. Oktober 1881 der Personen- und Güterverkehr durch die Bayerische Staatsbahn aufgenommen. Der Anschluss an das Eisenbahnnetz endete mit der Einstellung des Personenverkehrs zwischen Lohr Stadtbahnhof und Wertheim am 30. Mai 1976 bereits wieder. Die Eisenbahnbrücke über den Main verschwand 1984 von ihrer ursprünglichen Stelle und steht jetzt an der Eisenbahnstrecke Schweinfurt-Kitzingen.
Vor allem der Kirchplatz mit dem Marktkreuz (nach Beschädigung 2009 restauriert), die umliegenden Gassen, die alte Wehrkirche, das 1594 erbaute Wohnhaus des Schultheißen (Bürgermeisters) Peter Herrschaft, ein Ziehbrunnen sowie die Reste der alten Ortsbefestigung sind sehenswert. Das Schloss, erbaut als Witwensitz und bis heute Wohnsitz der früheren Fürstenfamilie zu Löwenstein-Wertheim-Freudenberg ist markanter Teil des Ortsbildes.
Im Jahr 2009 feierte Kreuzwertheim sein 1000-jähriges Jubiläum der Verleihung des Marktrechts. Aus diesem Anlass wurde ein Steindenkmal am dicken Turm im alten Ortskern an der Kreuzung Lengfurter Straße/Hauptstraße errichtet und eine vierbändige Jubiläumschronik angefertigt, die am 3. Dezember 2012 veröffentlicht wurde.

### Eingemeindungen
Im Zuge der Gebietsreform in Bayern wurde am 1. Januar 1972 die Gemeinde Wiebelbach, am 1. Januar 1977 die Gemeinde Unterwittbach und am 1. Mai 1978 die Gemeinde Röttbach eingegliedert.

### Einwohnerentwicklung
Im Zeitraum 1988 bis 2018 stieg die Einwohnerzahl von 3585 auf 3917 um 332 bzw. um 9,3 %.
- 1961: 2630 Einwohner[8]
- 1970: 3186 Einwohner[8]
- 1987: 3562 Einwohner
- 1991: 3747 Einwohner
- 1995: 3954 Einwohner
- 2000: 3850 Einwohner
- 2005: 3883 Einwohner
- 2010: 3813 Einwohner
- 2015: 3819 Einwohner
- 2016: 3782 Einwohner
- 2018: 3917 Einwohner
- 30. Sept. 2022: 3915 Einwohner

## Religion

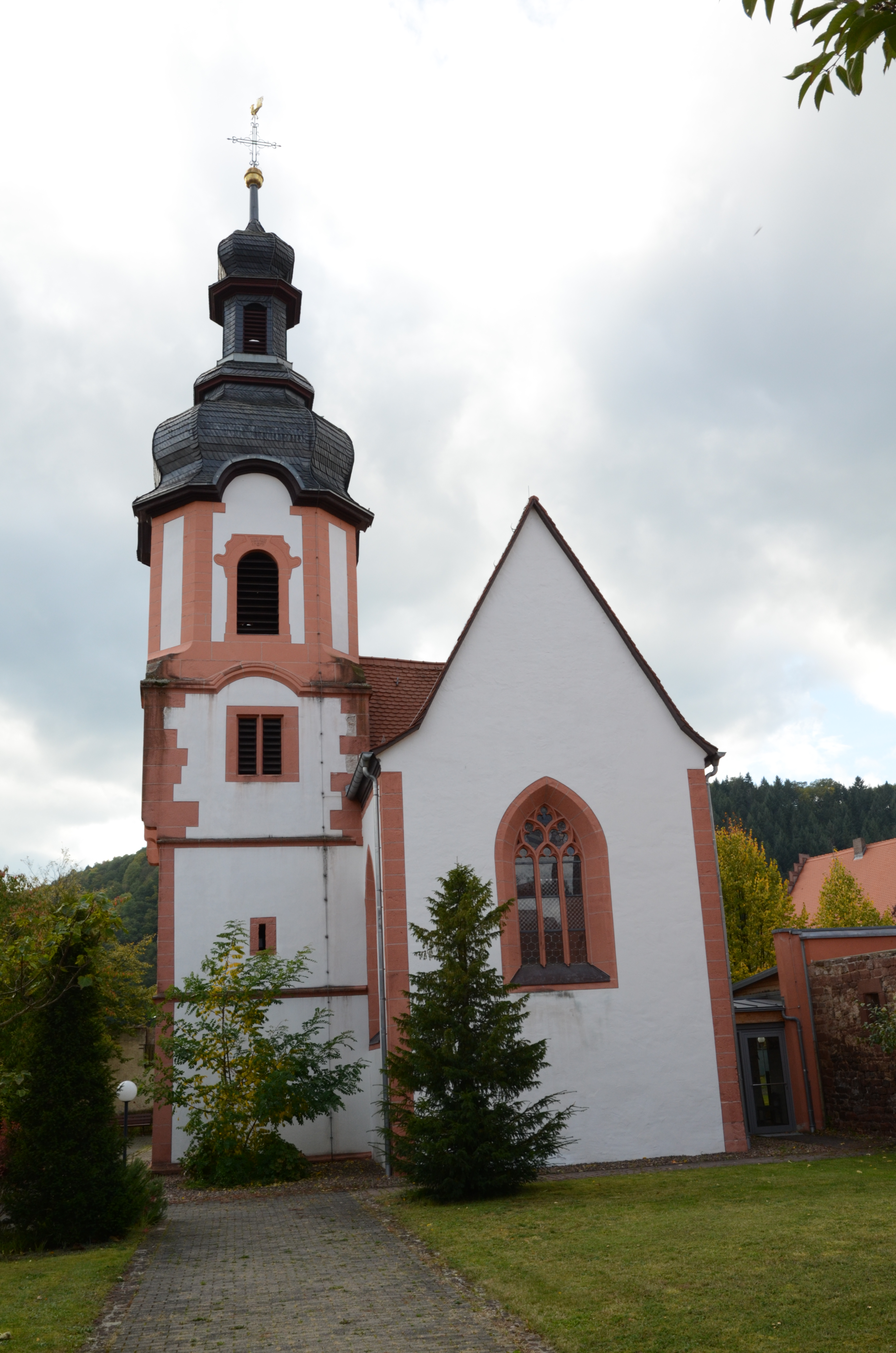
Kreuzwertheim, evangelisch-lutherische Kirche Zum Heiligen Kreuz, Außenansicht
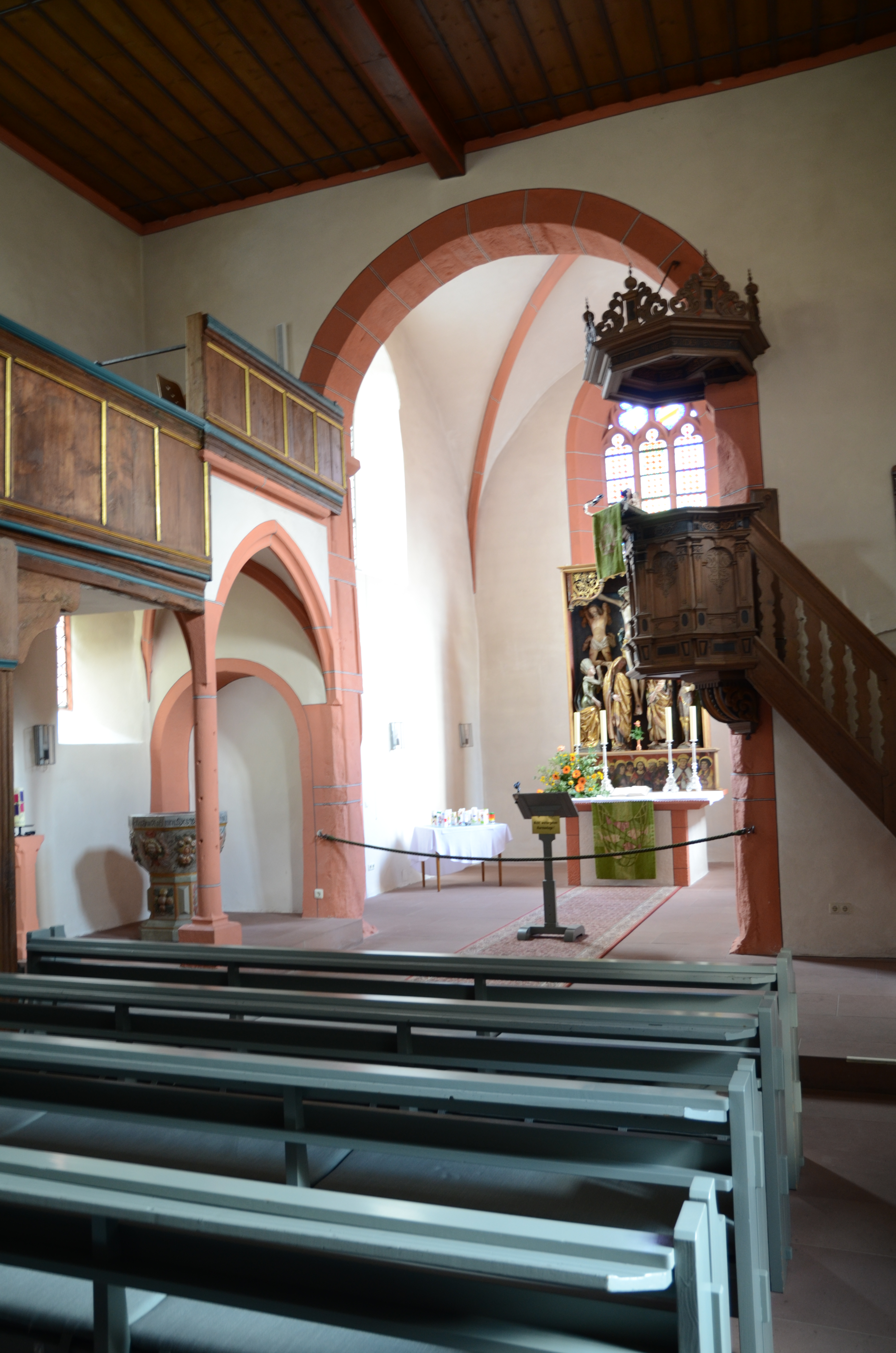
Kreuzwertheim, evangelisch-lutherische Kirche Zum Heiligen Kreuz, Innenansicht
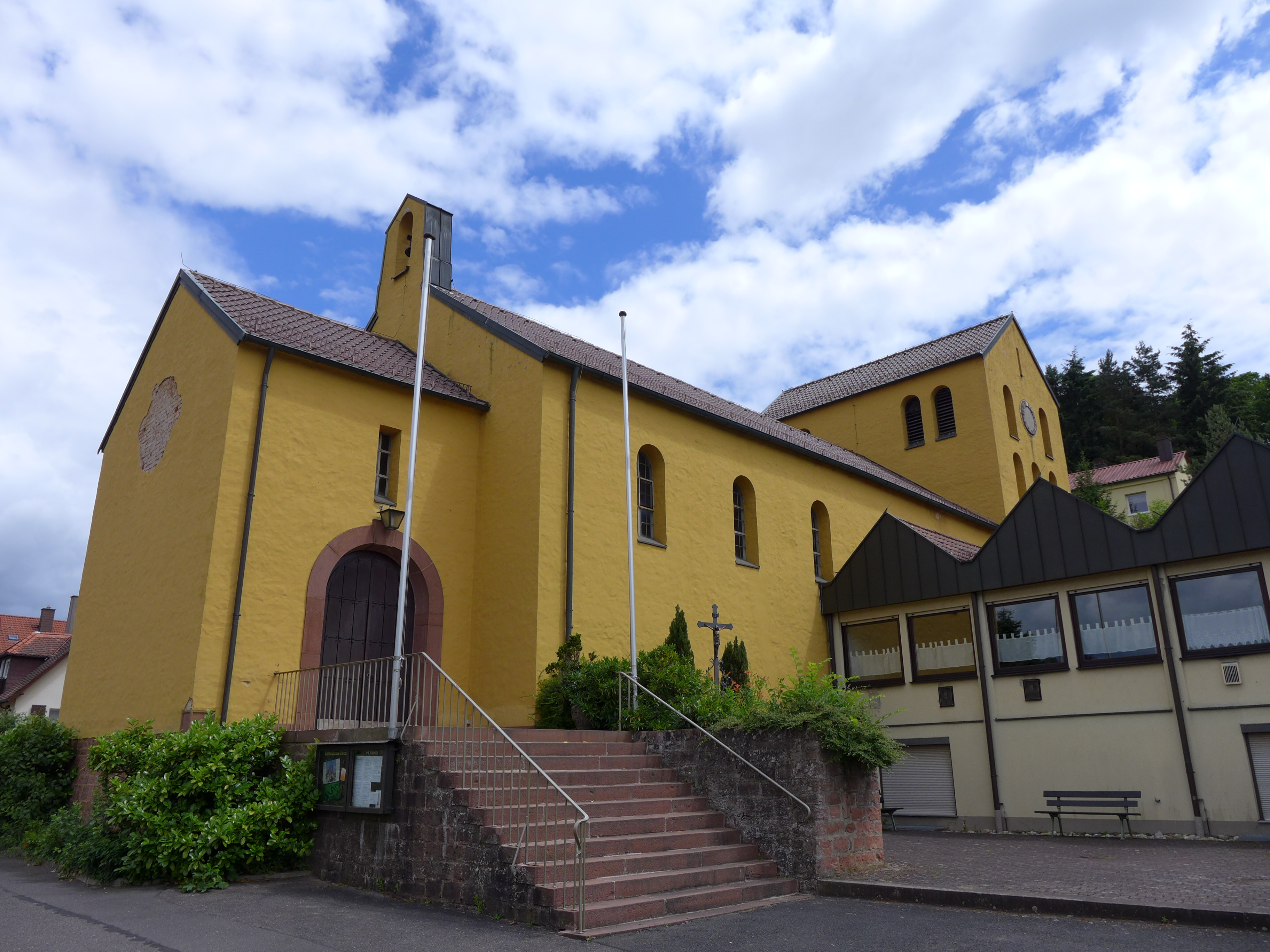
Kreuzwertheim, katholische Kirche Heilig Kreuz, Außenansicht
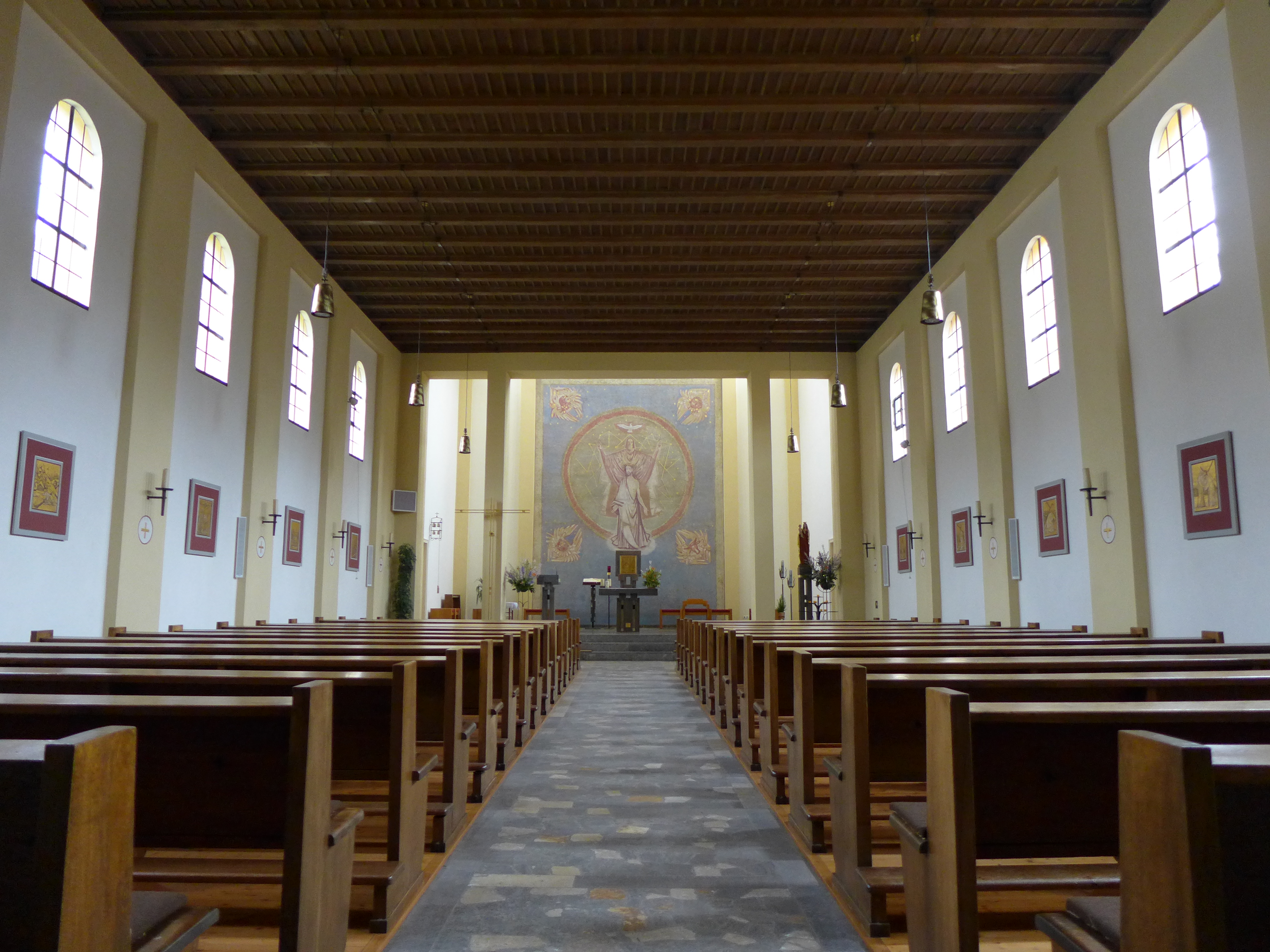
Kreuzwertheim, katholische Kirche Heilig Kreuz, Innenansicht mit Blick zum Altar

Die Gemeinde ist knapp überwiegend katholisch. Es existieren die katholische Pfarrei Heiligkreuz (Kirche Heilig Kreuz) im Hauptort der Gemeinde, die katholische Pfarrei St. Markus in Unterwittbach mit der Filiale St. Josef der Bräutigam in Wiebelbach sowie die Kuratie St. Antonius von Padua in Röttbach. Daneben gibt es im Hauptort die evangelisch-lutherische Kirche Zum Heiligen Kreuz, die ursprünglich die katholische Pfarrkirche war. Und die neuapostolische Kirche Kreuzwertheim.

## Politik

### Bürgermeister
Die Bürgermeister seit 1888:
- seit 2014: Klaus H. Thoma (von CSU und Freie Wählervereinigung aufgestellt), am 15. März 2020 mit 83,4 % der Stimmen wieder gewählt.
- 1996–2014: Horst E. Fuhrmann, CSU
- 1984–1996: Christa Schoenberg, CSU
- 1978–1984: Gerald Amarell, Freie Wählervereinigung
- 1972–1978: Hans Schneider, CSU († 1978)
- 1945–1972: Philipp Günzelmann, SPD
- 1925–1945: Georg Fröber
- 1906–1925: Andreas Dinkel
- 1888–1905: Georg M. Fröber

### Marktgemeinderat
Die Kommunalwahlen 2002 bis 2020 führten zu folgenden Sitzverteilungen im Marktgemeinderat:
|      | CSU | SPD/PLUS | Freie Wähler- vereinigung | Gesamt   |
| 2020 | 5   | 6        | 5                         | 16 Sitze |
| 2014 | 5   | 5        | 6                         | 16 Sitze |
| 2008 | 5   | 4        | 7                         | 16 Sitze |
| 2002 | 6   | 4        | 6                         | 16 Sitze |

### Wappen
| Wappen Markt Kreuzwertheim | Blasonierung: „Geteilt von Silber und Blau; oben ein wachsendes schwarzes Marktkreuz; unten drei zwei zu eins gestellte silberne heraldische Rosen mit goldenen Butzen.“ |
| Wappen Markt Kreuzwertheim | Wappengeschichte: „Kreuzwertheim hieß bis zum 14. Jahrhundert Wertheim und erhielt bereits 1009 von Kaiser Heinrich II. ein Jahrmarktsprivileg. 1311 taucht erstmals der Ortsname Kreuzwertheim auf, wohl zur Unterscheidung von der am gegenüberliegenden Ufer des Mains gelegenen gleichnamigen Stadt. Der Namenzusatz leitet sich von einem Marktkreuz ab, dem Wahrzeichen des Ortes, das an alter Stelle mehrfach erneuert überliefert ist und bereits im Ortssiegel aus der Zeit um 1600 steht. Die drei Rosen sind dem Wappen der Grafen von Wertheim entnommen, die 1362 mit Kreuzwertheim belehnt wurden und bis zur Mitte des 19. Jahrhunderts hier ein fürstliches Verwaltungszentrum unterhielten“. Dieses Wappen wird seit 1958 geführt. |

## Der Geschichts- und Heimatverein Kreuzwertheim
Der am 8. Juli 1988 konstituierte Geschichts- und Heimatverein Kreuzwertheim e. V. (GHK) wurde am 29. August 1988 als gemeinnützig anerkannt und ist seit 2018 eine selbstständige Gruppe des Frankenbundes. Seit 1989 veröffentlicht der GHK jedes Jahr ein Jahrbuch. Am 28. Februar 2025 erschien das 36. Jahrbuch mit 436 Seiten. Von 1989 bis 2024 erschien in jeder Ausgabe eine von Manfred Schneider verfasste Chronik des Marktes Kreuzwertheim. Hinzu kommen in unregelmäßiger Folge Sonderveröffentlichungen, bisher 23 an der Zahl. Das Jahresprogramm des GHK umfasst auch Vorträge und Exkursionen.

## Wirtschaft und Infrastruktur

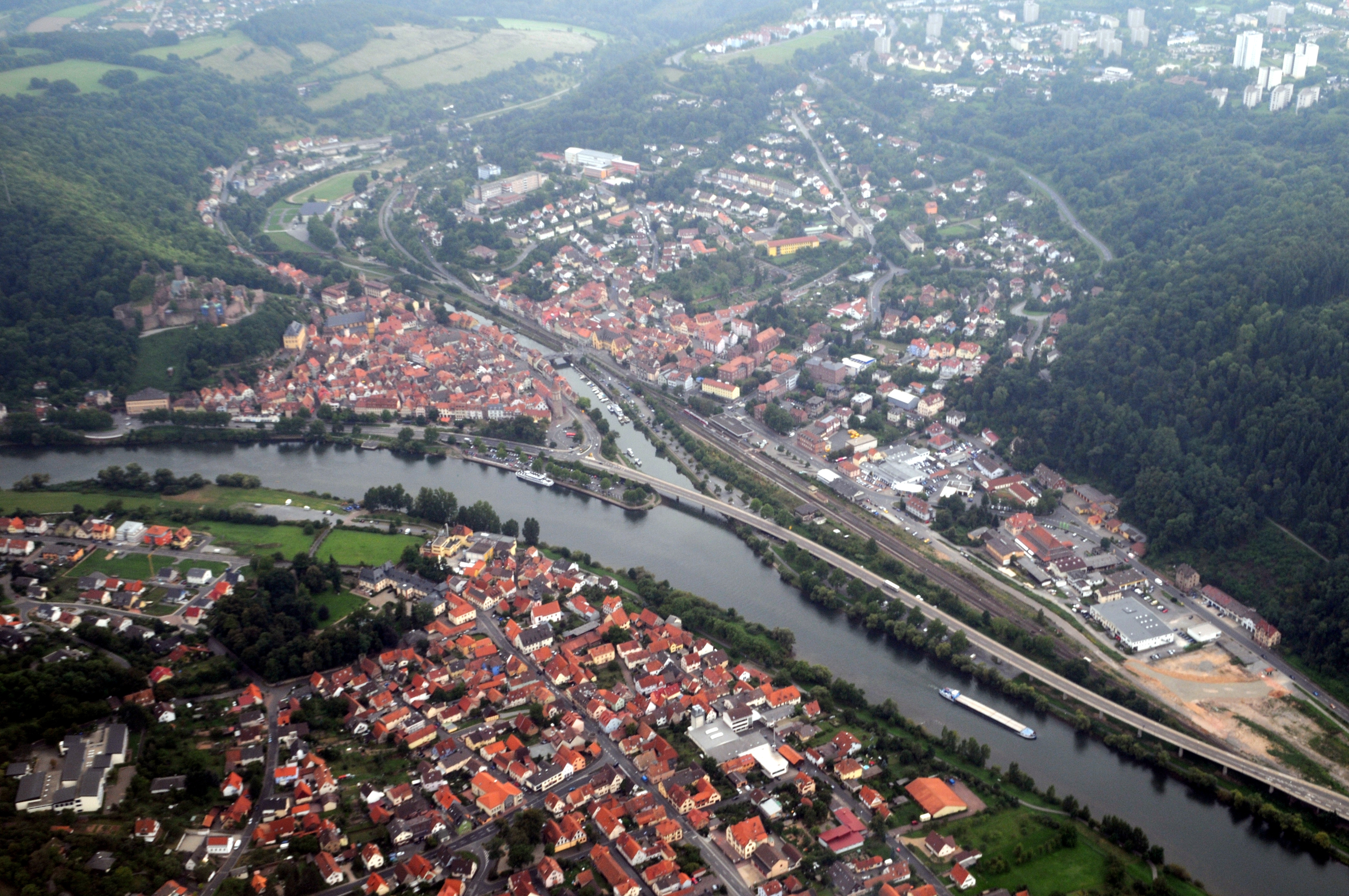
Kreuzwertheim unten, Wertheim oben. Luftbild 2008

### Wirtschaft einschließlich Land- und Forstwirtschaft
Im Jahre 2017 gab es in der Gemeinde 2261 sozialversicherungspflichtige Arbeitsplätze. Von der Wohnbevölkerung standen 1742 Personen in einem versicherungspflichtigen Beschäftigungsverhältnis. Damit war die Zahl der Einpendler um 519 größer als die der Auspendler. 31 Einwohner waren arbeitslos. 2016 gab es neun landwirtschaftliche Betriebe.

### Weinbau

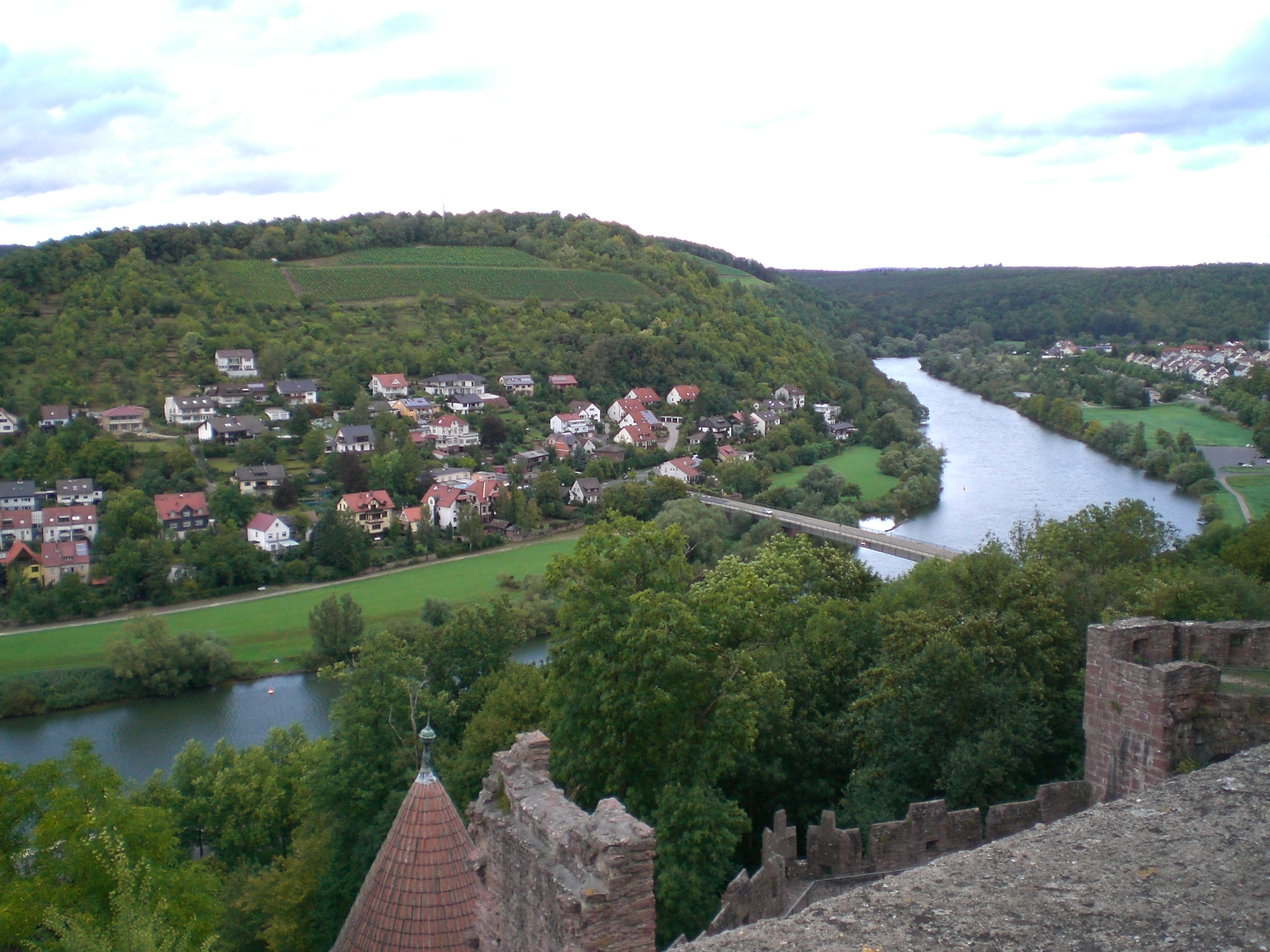
Die Steillage Kaffelstein von der Wertheimer Burg aus gesehen

Kaffelstein ist die bekannteste Weinlage des Marktes.

### Verkehr
Der Main wird bei Kreuzwertheim von zwei Straßenbrücken überspannt, der westlich gelegenen Spessartbrücke und der älteren Mainbrücke Wertheim, die 1882 dem Verkehr übergeben wurde. Von 1881 bis 1984 gab es eine Eisenbahnbrücke, die neben der älteren Straßenbrücke lag.
Der Betrieb der Bahnstrecke Lohr–Wertheim wurde am 1. Oktober 1881 durch die Bayerische Staatsbahn aufgenommen, 1,6 km der Strecke lagen auf badischem Gebiet. Der Personenverkehr wurde zwischen Lohr Stadt und dem Bahnhof Wertheim am 30. Mai 1976 eingestellt, die Trasse wurde abgebaut, auf ihr verläuft zum großen Teil der Maintalradweg. Die Eisenbahnbrücke bei Kreuzwertheim wurde 1984 abgebaut und 175 Kilometer weiter mainaufwärts bei Schweinfurt an der Bahnstrecke Kitzingen–Schweinfurt wiedererrichtet.

### Bildung
Im Jahr 2018 gab es
- drei Kindertageseinrichtungen mit 185 genehmigten Plätzen und 144 Kindern
- eine Grundschule mit der ersten bis vierten Jahrgangsstufe; in acht Klassen wurden 175 Schüler unterrichtet. Die Mittelschule wurde mit Verordnung der Regierung von Unterfranken vom 15. Juli 2011 zum 1. August 2011 in die Mittelschule Marktheidenfeld eingegliedert.

## Persönlichkeiten
- Ludwig zu Löwenstein-Wertheim-Freudenberg (1864–1899), Standesherr
- Johann Georg Fehn (1880–1950), Pfarrer und Politiker (DDP), Landtagsabgeordneter